# 2030年問題
2030年問題（にせんさんじゅうねんもんだい）とは、2030年に発生する深刻な影響が起きる社会問題で、日本における年問題である。
- 2030年には、少子高齢化、超高齢化社会がさらに進み、国内人口の3人に1人が65歳以上になると想定され、また、高齢者が増える一方、少子化による生産年齢人口の減少により発生する諸問題を指す。

- 「物流の2024年問題」に起因しているドライバー不足がさらに深刻になる物流危機。全国の約3割以上の荷物が運べなくなるという問題が指摘されている[3][4]。

## 概要
2030年には、少子化により日本の総人口が約1億1,700万人まで減少すると推計されている。総人口が減少する一方で、老年人口は増加するため、社会保障費の負担が急増し、医療費や介護費、年金などの見直しが必要となってくる。また、15歳から64歳の生産年齢人口が減ることで、さまざまな業界で深刻な人材不足に陥るため労働生産性も低下する。最終的にはGDPの低下につながり、日本の国際競争力にも影響することになる。